# ريكي مارفن
ريكي مارفن (بالإسبانية: Ricky Marvin)‏ هو مصارع محترف مكسيكي، ولد في 8 يناير 1980 في ولاية فيراكروز في المكسيك.

## روابط خارجية
- ريكي مارفن على موقع CageMatch worker (الإنجليزية)
- ريكي مارفن على موقع قاعدة بيانات المصارعة على الإنترنت (الإنجليزية)